# New York Liberty 2014
La stagione 2014 delle New York Liberty fu la 18ª nella WNBA per la franchigia.
Le New York Liberty arrivarono quinte nella Eastern Conference con un record di 15-19, non qualificandosi per i play-off.

## Roster
| N° | Naz.                   | Ruolo | Sportivo             | Anno | Alt. | Peso |
| -- | ---------------------- | ----- | -------------------- | ---- | ---- | ---- |
| 0  | Stati Uniti (bandiera) | G     | Chucky Jeffery       | 1991 | 178  |      |
| 1  | Stati Uniti (bandiera) | A     | DeLisha Milton-Jones | 1974 | 185  | 84   |
| 4  | Stati Uniti (bandiera) | G     | Natasha Lacy         | 1985 | 178  | 75   |
| 7  | Stati Uniti (bandiera) | C     | Avery Warley         | 1987 | 191  | 92   |
| 14 | Stati Uniti (bandiera) | G     | Sugar Rodgers        | 1989 | 175  | 73   |
| 15 | Stati Uniti (bandiera) | A     | Toni Young           | 1991 | 183  | 71   |
| 17 | Stati Uniti (bandiera) | GA    | Essence Carson       | 1986 | 183  | 75   |
| 21 | Stati Uniti (bandiera) | GA    | Alex Montgomery      | 1988 | 185  | 84   |
| 22 | Stati Uniti (bandiera) | A     | Charde Houston       | 1986 | 183  | 82   |
| 23 | Stati Uniti (bandiera) | G     | Cappie Pondexter     | 1983 | 175  | 73   |
| 24 | Stati Uniti (bandiera) | AC    | Shanece McKinney     | 1992 | 193  | 98   |
| 31 | Stati Uniti (bandiera) | C     | Tina Charles         | 1988 | 193  | 90   |
| 32 | Stati Uniti (bandiera) | A     | Swin Cash            | 1979 | 185  | 74   |
| 33 | Stati Uniti (bandiera) | A     | Plenette Pierson     | 1981 | 188  | 81   |
| 45 | Stati Uniti (bandiera) | AC    | Kara Braxton         | 1983 | 198  | 102  |
| 51 | Spagna (bandiera)      | G     | Anna Cruz            | 1986 | 175  | 70   |

## Staff tecnico
- Allenatore: Bill Laimbeer
- Vice-allenatori: Katie Smith, Barbara Farris
- Preparatore atletico: Laura Ramus